# Kup NS BiH 1999-2000
La Kup Nogometnog saveza Bosne i Hercegovine 1999-2000 è stata la sesta ed ultima edizione della coppa dei Bosgnacchi (le altre etnie della Bosnia Erzegovina disputavano altre coppe: la Kup Herceg-Bosne per i croati e la Kup Republike Srpske per i serbi). Il torneo si è svolto regolarmente fino ai quarti di finale: a quel punto sono entrate nella competizione due squadre di etnia croata e la coppa si è conclusa con un girone triangolare (tutte compagini bosgnacche) che ha visto il trionfo del Željezničar, al suo primo titolo.
Fra le tre coppe, questa era l'unica riconosciuta dalla UEFA.
Con la stagione successiva nasce la Kup Bosne i Hercegovine che vede impegnate squadre di tutte e tre le etnie in un unico torneo.

## Novità
La NS BiH (la federazione dei Bosgnacchi) e la NS HB (quella dei croati di Bosnia ed Erzegovina) trovarono l'accordo per imbastire un torneo unico. Quindi semifinali e finale della Kup NS BiH vennero soppresse e le finaliste della Kup Herceg-Bosne entrarono nel torneo a creare la Nogometni kup Federacije Bosne i Hercegovine.

## Kup NS BiH

### Sedicesimi di finale
| Squadra 1                 | Risultato       | Squadra 2              |
| ------------------------- | --------------- | ---------------------- |
| 27.11.1999                |                 |                        |
| Moštre                    | 1 - 0           | Đerzelez               |
| Radnik Lipnica            | 2 - 3           | Rudar Kakanj           |
| Travnik                   | 1 - 1 (4-2 dtr) | Iskra Bugojno          |
| Igman Konjic              | 1 - 0           | Krajina Cazin          |
| Novi Travnik              | 3 - 5           | Gradina Srebrenik      |
| Rudar Breza               | 0 - 1           | Čelik Zenica           |
| Fruti Čelić               | 0 - 2           | Drina Zvornik-Živinice |
| Goražde                   | 1 - 0           | Jedinstvo Bihać        |
| Dobrinja Sarajevo         | 0 - 3           | TOŠK Tešanj            |
| Sloboda Mahala            | 0 - 1           | Velež Mostar           |
| Mladost Bosanski Petrovac | 2 - 5           | Sloboda Tuzla          |
| Zmaj od Bosne             | 3 - 1           | Radnički Lukavac       |
| Krivaja Zavidovići        | 0 - 5           | Željezničar            |
| UNIS Vogošća              | 2 - 5           | Sarajevo               |
| OFK Tuzla                 | 1 - 1 (3-1 dtr) | Budućnost Banovići     |
| Ozren Semizovac           | 1 - 6           | Bosna Visoko           |

### Ottavi di finale
| Squadra 1     | Risultato       | Squadra 2              |
| ------------- | --------------- | ---------------------- |
| 04.12.1999    |                 |                        |
| Čelik Zenica  | 1 - 3           | Sloboda Tuzla          |
| Travnik       | 3 - 1           | Sarajevo               |
| Igman Konjic  | 2 - 1           | Drina Zvornik-Živinice |
| Zmaj od Bosne | 1 - 1 (4-2 dtr) | Rudar Kakanj           |
| Goražde       | 0 - 5           | Željezničar            |
| Bosna Visoko  | 1 - 1 (4-2 dtr) | Velež Mostar           |
| OFK Tuzla     | 1 - 1 (3-4 dtr) | TOŠK Tešanj            |
| Moštre        | 0 - 2           | Gradina Srebrenik      |

### Quarti di finale
| Squadra 1     | Totale          | Squadra 2         | Andata     | Ritorno    |
| ------------- | --------------- | ----------------- | ---------- | ---------- |
|               |                 |                   | 26.02.2000 | 22.03.2000 |
| Sloboda Tuzla | 3 - 0           | Gradina Srebrenik | 1 - 0      | 2 - 0      |
| Željezničar   | 4 - 3           | Travnik           | 1 - 1      | 3 - 2      |
| TOŠK Tešanj   | 3 - 3 (5-4 dtr) | Igman Konjic      | 3 - 0      | 0 - 3      |
| Zmaj od Bosne | 0 - 4           | Bosna Visoko      | 0 - 2      | 0 - 2      |

## Kup FBiH
Alle 4 semifinaliste della coppa bosgnacca (Sloboda Tuzla, Željezničar, TOŠK Tešanj e Bosna Visoko) si aggiungono le 2 finaliste della coppa croata: Orašje (vincitrice della Kup Herceg-Bosne) e Kiseljak.

### Turno preliminare
| Squadra 1     | Totale | Squadra 2   | Andata     | Ritorno    |
| ------------- | ------ | ----------- | ---------- | ---------- |
|               |        |             | 22.05.2000 | 26.05.2000 |
| Željezničar   | 2 - 0  | TOŠK Tešanj | 2 - 0      | 0 - 0      |
| Bosna Visoko  | 5 - 2  | Orašje      | 0 - 0      | 5 - 2      |
| Sloboda Tuzla | 1 - 0  | Kiseljak    | 1 - 0      | 0 - 0      |

### Girone finale
| data       | Girone finale                | ris.  |
| ---------- | ---------------------------- | ----- |
| 30.05.2000 | Bosna Visoko - Željezničar   | 2 - 2 |
| 03.06.2000 | Sloboda Tuzla - Bosna Visoko | 2 - 1 |
| 07.06.2000 | Željezničar - Sloboda Tuzla  | 3 - 1 |

| Classifica    | P.ti | G | V | N | P | GF | GS | DR |
| ------------- | ---- | - | - | - | - | -- | -- | -- |
| Željezničar   | 4    | 2 | 1 | 1 | 0 | 5  | 3  | +2 |
| Sloboda Tuzla | 3    | 2 | 1 | 0 | 1 | 3  | 4  | -1 |
| Bosna Visoko  | 1    | 2 | 0 | 1 | 1 | 3  | 4  | -1 |

| Visoko 30 maggio 2000 1ª giornata                                                   | Bosna Visoko | 2 – 2                 | Željezničar | Stadion Luke |
| \| \| \| \| \| Alagić 28’ Memić 90’ (rig.) \| Marcatori \| 37’ Žerić 78’ Radonja \| |              |                       |             |              |
|                                                                                     |              |                       |             |              |
| Alagić 28’ Memić 90’ (rig.)                                                         | Marcatori    | 37’ Žerić 78’ Radonja |             |              |

| Tuzla 3 giugno 2000 2ª giornata                                       | Sloboda Tuzla | 2 – 1     | Bosna Visoko | Stadion Tušanj |
| \| \| \| \| \| Karić 45’ Osmanhodžić 53’ \| Marcatori \| 62’ Ćosić \| |               |           |              |                |
|                                                                       |               |           |              |                |
| Karić 45’ Osmanhodžić 53’                                             | Marcatori     | 62’ Ćosić |              |                |

| Arbitro: | Zvonko Mikić (Kostrč) |

| |            | |
| Žerić 18’ (rig.) Muratović 39’ Mekić 43’                                                                              | Marcatori  | 31’ Osmanhodžić |
| Kružik Biščević Burek Geca (Alihodžić) Kunić (Kurt) Muratović Radonja (Garčević) Zubanović Muharemović S. Žerić Mekić | Formazioni | Mitrović Ahmetović Joldić Karić Malkočević Bajrović Kuduzović (Krešić) Hamzić (Halilović) Jašarević Sarajlić (Berbić) Osmanhodžić |
| Enver Hadžiabdić | Allenatori | Nihad Mujezinović |